# Bina Agarwalová

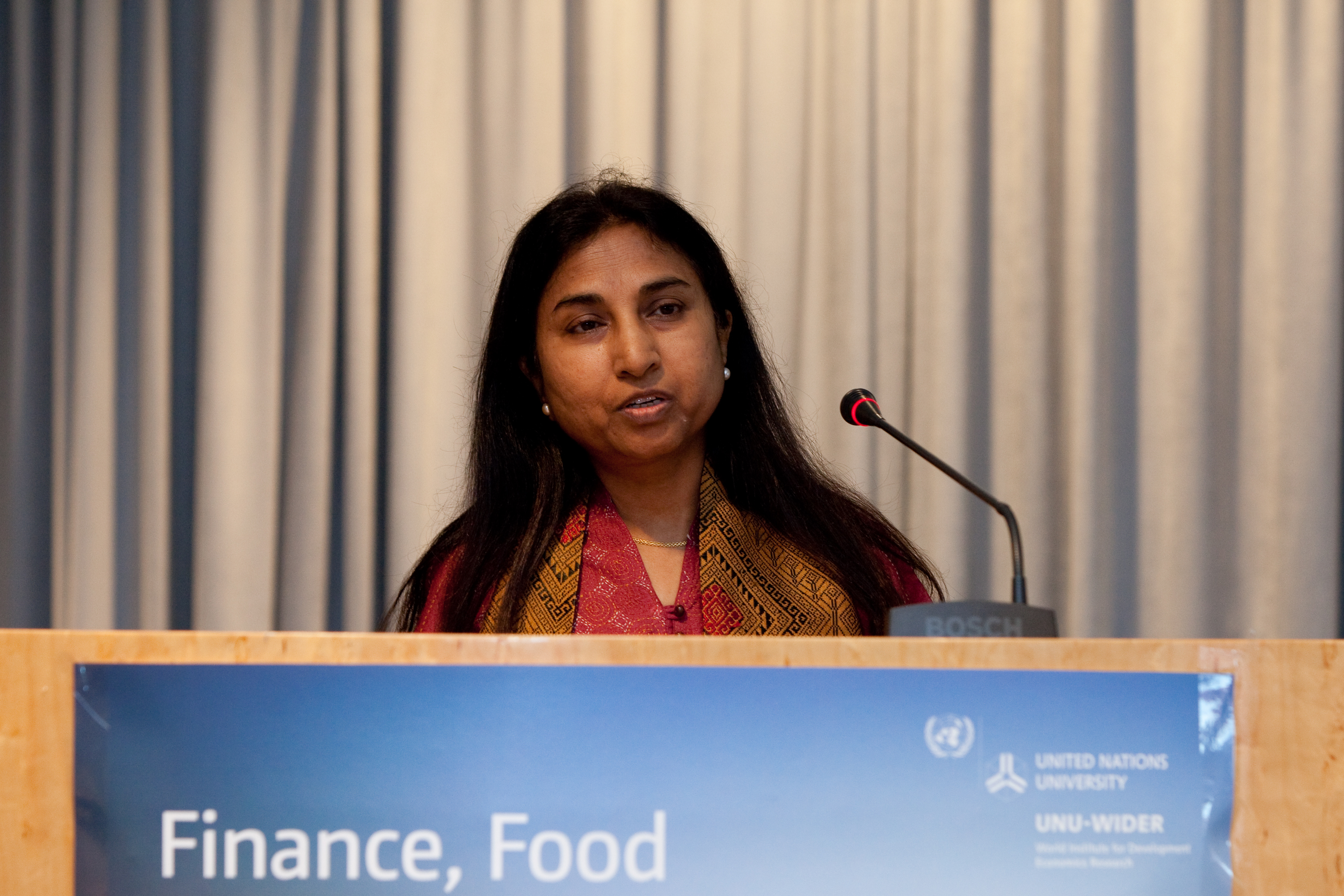
Bina Agarwalová

Bina Agarwalová (* 1951) je indická ekonomka a profesorka působící v oblasti ekonomiky rozvojových zemí. Prostřednictvím svých prací se snaží o nalezení způsobů, kterými lze pomoct chudým venkovským ženám k dosažení lepšího života. Jejím nejznámějším dílem je kniha A Field of One’s Own: Gender and Land Rights in South Asia z roku 1994, porovnávající práva žen na majetek a půdu v 5 zemích jižní Asie.

## Život a kariéra
Bina Agarwalová se narodila v roce 1951 v Indii. Její rodiče byli Suraj Mal a Shyama Devi Agarwal, po kterých později pojmenovala knižní cenu udělovanou Mezinárodní asociací pro feministickou ekonomii. Vystudovala obor Ekonomie na Univerzitě v Cambridge a poté v téže oboru získala doktorát na Univerzitě v Novém Dillí v roce 1978.Na Univerzitě v Novém Dillí se také v roce 1988 stala profesorkou ekonomie a později, v roce 2009 se stala ředitelkou Institutu ekonomického růstu Univerzity v Novém Dillí. V roce 1998 patřila mezi zakládající členy Indické společnosti pro ekologickou ekonomii.
V současné době je profesorkou ekonomiky rozvojových zemí a životního prostředí na Institutu globálního rozvoje Univerzity v Manchesteru. Jako hostující profesorka a výzkumnice působila například na Univerzitě v Harvardu, Univerzitě v Princetonu či Minnesotské univerzitě. Obdržela čestný doktorát Mezinárodního institutu sociálních studií Erasmovy univerzity v Haagu a Univerzity v Antverpách.
Kromě své práce na akademické půdě se aktivně angažuje i ve veřejné politice, například byla v čele úspěšné kampaně pro reformu indických dědických práv v roce 2005 a pracovala jako konzultantka plánovací komise indické vlády. Po 2 funkční období byla členkou Výboru pro rozvojovou politiku OSN a členkou představenstva Výzkumného ústavu OSN pro sociální rozvoj.Dále byla prezidentkou Mezinárodní společnosti pro ekologickou ekonomiku, viceprezidentkou Mezinárodní ekonomické asociace, členkou představenstva GDN a prezidentkou Mezinárodní asociace pro feministickou ekonomii. V roce 2016 byla zvolena mezinárodní členkou italské Accademia dei Lincei.

## Výzkum a zaměření
Bina Agarwalová se již od počátku své kariéry zajímala o způsoby, díky kterým by pomohla zlepšit život chudým ženám nejen v Indii. Ve svých pracích se věnuje tématům jako je právo na majetek a půdu, udržitelný rozvoj, zemědělství a zabezpečení zdroje obživy, chudoba, právní změny, genderová nerovnost nebo životní prostředí. Při hledání řešení nahlíží na daný problém z hlediska různých disciplín, což jí poskytuje celistvý pohled na věc. Její práce mimo jiné ovlivnila vládní politické programy, nevládní organizace či mezinárodní organizace zabývající se genderovou nerovností. Ve svém díle kritizuje zaujaté vnímání přínosu žen pro ekonomiku, nabízí podklady pro porozumění nutnosti posílení role žen i mimo rodinu a zároveň poskytuje analýzu stávajících překážek bránících ve změně situace. Její práce je obohacením i pro genderová studia především díky vnesení nového jihoasijského pohledu do této problematiky.

## Publikace
Bina Agarwalová je autorkou 12 knih a 84 akademických prací. Žádná z jejích publikací nebyla přeložena do češtiny. Mezi nejvýznamnější a nejznámější díla patří již zmíněná kniha A Field of One's Own: Gender and Land Rights in South Asia a studie Gender and Green Governance.
Oceněná kniha A Field of One’s Own: Gender and Land Rights in South Asia z roku 1994 je zásadním dílem v oblasti práv žen na půdu a majetek. V této podrobné komparaci 5 jihoasijských zemí autorka říká, že posílení práv žen na půdu a majetek je důležité nejen z hlediska jejich ekonomického statutu, ale i z hlediska jejich postavení ve společnosti.
Ve studii Gender and Green Governance z roku 2010 Bina Agarwalová zkoumá, zda větší zapojení žen v lesní správě pomůže zachování a ochraně lesů. Na základě shromážděných dat přichází se závěrem, že větší počet žen angažovaných ve výkonných orgánech lesní správy skutečně může stav lesů zlepšit.

### Některé další publikace

#### Knihy
- 1976: Monsoon poems, ISBN 9780892538089
- 1986: Cold hearths and barren slopes: the woodfuel crisis in the Third World, ISBN 9788170230076
- 1988: Structures of patriarchy: state, community, and household in modernising Asia, ISBN 9788185107066
- 2007: Capabilities, freedom, and equality: Amartya Sen's work from a gender perspective, ISBN 9780195692372

#### Články
- 1997: "Bargaining" and gender relations: within and beyond the household v časopise Feminist Economics (roč. 3, č. 1), DOI: 10.1080/135457097338799
- 2009: Rule making in community forestry institutions: The difference women make v časopise Ecological Economics (roč. 68, č. 8–9), DOI: 10.1016/j.ecolecon.2009.02.017
- 2010: Does Women's Proportional Strength Affect their Participation? Governing Local Forests in South Asia v časopise World Development (roč. 38, č. 1), DOI: 10.1016/j.worlddev.2009.04.001
- 2014: “Food sovereignty, food security and democratic choice: critical contradictions, difficult conciliations” v časopise Journal of Peasant Studies (roč. 41, č. 6), DOI: 10.1080/03066150.2013.876996
- 2020: Labouring for Livelihoods: Gender, Productivity and Collectivity v časopise The Indian Journal of Labour Economics (roč. 63, č. 1), DOI: 10.1007/s41027-020-00211-y

## Ocenění
- 1996: Cena Anandy Kentishe Coomaraswamyho, ocenění knihy A Field of One’s Own: Gender and Land Rights in South Asia
- 1996: Cena K. H. Batheja, ocenění knihy A Field of One’s Own: Gender and Land Rights in South Asia
- 1996: Cena Edgara Grahama Archivováno 7. 12. 2020 na Wayback Machine., ocenění knihy A Field of One’s Own: Gender and Land Rights in South Asia
- 2002: Cena Malcolma Adiseshiaha Archivováno 20. 12. 2019 na Wayback Machine.
- 2005: Cena Rameshe Chandry
- 2008: Padma Shri udělena prezidentem Indie
- 2010: Leontiefova cena udělena Tuftsovou univerzitou
- 2017: Mezinárodní vědecká cena Louise Malassise
- 2017: Mezinárodní Balzanova cena